# Xiexiong (sockenhuvudort i Kina, Tibet Autonomous Region, lat 31,41, long 95,62)
Xiexiong (kinesiska: 协雄, Jiangkaxi, 江卡西) är en sockenhuvudort i Kina. Den ligger i den autonoma regionen Tibet, i den sydvästra delen av landet, omkring 470 kilometer nordost om regionhuvudstaden Lhasa. Antalet invånare är 7 027. Befolkningen består av 3 481 kvinnor och 3 546 män. Barn under 15 år utgör 30 %, vuxna 15-64 år 64 %, och äldre över 65 år 4,0 %.
Runt Xiexiong är det mycket glesbefolkat, med 6 invånare per kvadratkilometer. Närmaste större samhälle är Dingqing, 3,4 km väster om Xiexiong. Trakten runt Xiexiong består i huvudsak av gräsmarker.
Genomsnittlig årsnederbörd är 805 millimeter. Den regnigaste månaden är augusti, med i genomsnitt 147 mm nederbörd, och den torraste är december, med 3 mm nederbörd.